# Бейм, Исаак Абрамович
Исаа́к Абра́мович Бейм (1828 — 1 [13] февраля 1892, Одесса, Херсонская губерния) — караимский религиозный и общественный деятель, газзан и меламмед.

## Биография
Родился в 1828 году. Отец — Авраам Давидович Бейм, одесский старший газзан (1837—1855), ранее — бургомистр Бахчисарайской ратуши (1818), одесский 3-й гильдии купец, кандидат на должность Таврического и Одесского гахама (1839). Мать — Сара Юсуфовна Бейм (1808—?).
Окончил мидраш в Чуфут-Кале, где учился у своего брата, газзана и меламмеда Соломона Абрамовича Бейма. Поселившись в Феодосии, в 1862 году был избран торговым депутатом и состоял кандидатом в городские головы. В течение трёх лет исправлял должность городского головы Феодосии. В 1865 году переехал в Херсон и занял место учителя древнееврейского языка в караимском училище. С 1867 года служил старшим газзаном в Одессе. В 1870 году под собственной редакцией переиздал трактат караимского богослова XV века Ильи Башиячи «Аддерет Элияху», однако не снабдил его предисловием, что по мнению Б. С. Ельяшевича «указывает на его слабые познания в области истории караимской литературы». Совместно с армянобазарским меламмедом и газзаном Зарахом Харченко подготовил к печати «Молитвеник по обряду караимов. Часть 2», изданный в 1872 году в Одессе. В 1876 и 1883 годах участвовал в съездах караимского духовенства в Евпатории.
В Одессе жил на ул. Троицкой, 29 в доме караимского общества.
Умер после продолжительной болезни в ночь на 1 (13) февраля 1892 года в Одессе. Похоронен на Одесском караимском кладбище. Через 20 лет, 1 (14) июля 1912 года, одесскими газзанами И. М. Кефели и И. С. Хаджи было проведено освящение памятника на могиле Бейма, сооружённого одесским караимским обществом.

### Семья
Был дважды женат. От первой жены, Анны Аароновны Казас, имел троих детей: Абрама (1860), Аарона (1862) и Беруху (1864). От второй жены, Рагели Давидовны Ботук: Давида (1875), Соломона (1877), Анну (1869), Мирьям (1872) и Мильке (1883). Правнук — Валерий Ильич Бейм (род. 1950), советский, израильский и австрийский шахматист, гроссмейстер.

## Общественная деятельность
- Попечитель Одесского караимского общественного училища (1871—1885)
- Директор и почётный член Одесского общества караимов для распространения просвещения и взаимного вспомоществования (с 1873)
- Председатель Одесского комитета о бедных караимах[2][8]

## Награды
- Серебряная медаль с надписью «За усердие» для ношения на шее на Станиславской ленте (1886)[2]